# Levi
|  | Per a altres significats, vegeu «Leví (cognom)». |

Levi (en llatí Laevius) va ser un obscur poeta i escriptor romà, mencionat diverses vegades sota els noms de Laevius, Livius, Laelius, Naevius, Novius, Pacuvius i altres.
Va viure en època republicana probablement al segle i aC i podria haver estat contemporani d'Hortensi, de Catul, de Lucreci i de Ciceró. Va escriure una col·lecció de peces líriques conegudes per Erotopaegnia, que parodiava diverses llegendes mitològiques. Apuleu va preservar un fragment de sis línies d'aquesta obra, i dues línies més ens han arribat per Aule Gel·li. Els comentaristes antics deien que era una obra deficient i de molta simplicitat.